# Amédée Gastoué
Amédée Gastoué, né le 13 mars 1873 à Paris et mort le 1er juin 1943 à Clamart, est un musicologue et compositeur français.

## Biographie
Maître de chapelle à l'Église Saint-Jean-Baptiste de Belleville, professeur de chant grégorien à la Schola Cantorum, il s'intéressa particulièrement à la musique byzantine, à celle du Moyen Âge et à l'art musical arménien. Il enseigna également à l'Institut catholique de Paris, au collège Stanislas et au lycée Montaigne le chant choral et la musique médiévale. Il fut président de la Société française de musicologie (1934-1936) et reste connu pour ses études et écrits.
Amédée Gastoué est l'arrière-arrière-grand-père d'Emmanuel Trenque, lui-même organiste et chef de chœur.

## Distinctions
- Commandeur de l'ordre de Saint-Grégoire-le-Grand (par le pape  Pie X)
- Prix Charles-Blanc de l’Académie française en 1925 pour Le cantique populaire en France

## Œuvres
Liste selon les « Principaux ouvrages du même auteur » du Graduel et l'antiphonaire romains, histoire et description (fac-similé)
- Le Graduel et l'antiphonaire romains : histoire et description, Lyon, Jeanin frères, 1913, 302 p. (fac-similé) [2]
- Histoire du chant liturgique à Paris. I, Des origines à la fin des temps carolingiens, Paris, Poussielgue, 86 p.
- Cours théorique et pratique de plain-chant romain grégorien, Paris, Bureau de l'édition de la Schola cantorum, 1904, 222 p.
- Les origines du chant romain : l'Antiphonaire grégorien, Paris, Alphonse Picard & fils, 1907
- Introduction à la paléographie musicale byzantine : catalogue des manuscrits de musique byzantine de la Bibliothèque nationale de Paris et des bibliothèques publiques de France, Paris, Société internationale de musique et Geuthner, 1907[3]
- Nouvelle méthode pratique de chant grégorien, seule entièrement conforme à l'Édition vaticane, Paris, Lecoffre, 1909[3]
- Traité d'harmonisation du chant grégorien, Lyon, Janin frères, 1910, 130 p.
- L'art grégorien, Paris, Alcan, coll. « Maîtres de la musique », 208 p.
- Musique et apologétique : la musique d'Église : études historiques, esthétiques et pratiques, Lyon, Janin frères, 1911, 284 p.
- Le cantique populaire en France, Lyon, Janin frères éditeurs, 1925, 344 p. Prix Charles-Blanc